# Cephaloidophora metaplaxi
Cephaloidophora metaplaxi is een soort in de taxonomische indeling van de Myzozoa, een stam van microscopische parasitaire dieren. Het organisme komt uit het geslacht Cephaloidophora en behoort tot de familie Cephaloidophoridae. Cephaloidophora metaplaxi werd in 1932 ontdekt door Pearse.